# Clásica de Almería 1996
La Clásica de Almería 1996, undicesima edizione della corsa, si disputò il 17 febbraio 1996 su un percorso di 171 km. Fu vinta dal belga Wilfried Nelissen, che terminò in 4h04'02". La gara era classificata di categoria 1.4 nel calendario dell'UCI.

## Ordine d'arrivo (Top 10)
| Pos. | Corridore           | Squadra         | Tempo    |
| ---- | ------------------- | --------------- | -------- |
| 1    | Wilfried Nelissen   | Lotto-Isoglass  | 4h04'02" |
| 2    | Asier Guenetxea     | Euskadi         | s.t.     |
| 3    | Jesper Skibby       | TVM-Farm Frites | s.t.     |
| 4    | Jeremy Hunt         | Banesto         | s.t.     |
| 5    | Federico Colonna    | Mapei-GB        | s.t.     |
| 6    | Ángel Edo           | Kelme-Artiach   | s.t.     |
| 7    | Gian Matteo Fagnini | Saeco           | s.t.     |
| 8    | Michael Blaudzun    | Rabobank        | s.t.     |
| 9    | David Etxebarria    | ONCE            | s.t.     |
| 10   | Peter Van Petegem   | TVM-Farm Frites | s.t.     |